# Summaga
Summaga è un piccolo centro abitato, frazione del comune di Portogruaro, in provincia di Venezia
.

## Storia
L'origine di Summaga, datata X-XI secolo (quindi più antica rispetto al capoluogo Portogruaro) è dovuta alla fondazione di un monastero costruito dai vescovi della vicina Concordia. Del monastero non vi sono più tracce ad eccezione della chiesa di Santa Maria Maggiore. L'abbazia, tutt'oggi importante meta turistica, è ricca di affreschi e opere d'arte.
Meglio pradipozzo